# Barraca de pedra seca d'Entrepins
La Barraca de pedra seca d'Entrepins és una obra del poble de Monnars, al municipi de Tarragona, situada a la urbanització d'Entrepins i protegida com a Bé Cultural d'Interès Local.

## Descripció
Aquesta barraca es troba al parc del carrer de Montfred a la urbanització d'Entrepins. La barraca s'adossa a un marge. Aquesta presenta una planta rectangular de 3,5 m per 3 m i té la porta de pedra amb arc de mig punt. El sostre està mig enfonsat. Sembla que l'estructura fou rehabilitada quan es va fer la urbanització